# Massakren ved Sdr. Vognbjerg
Massakren ved Sdr. Vognbjerg var en hændelse den 4. maj 1945, hvor to britiske jagerfly angreb et tysk flygtningetog ved Sdr. Vognbjerg, nordvest for Skjern. Angrebet kostede mindst 38 mennesker livet og regnes som en af de alvorligste episoder med civile tab på dansk jord under Anden Verdenskrig.

## Baggrund
I de sidste måneder af Anden Verdenskrig flygtede millioner af tyske civile fra Østpreussen og omkringliggende områder forud for Den Røde Hærs fremrykning. Omkring 250.000 tyske flygtninge blev sendt til Danmark, mange via Østersøen. Flertallet bestod af kvinder, børn og ældre. Danmark var fortsat besat af Tyskland, og modtagelsen af flygtningene var præget af logistiske udfordringer og stor politisk usikkerhed.

## Flygtningetoget
Den 1. maj 1945 afgik et flygtningetog fra Frihavnen i København med kurs mod flygtningelejre i Midt- og Vestjylland. Toget var over 400 meter langt og medførte ca. 1.000 personer. Det gjorde ophold i Skjern på grund af jernbanesabotage og tekniske problemer og fortsatte derefter nordpå, indtil det måtte standse ved Sdr. Vognbjerg den 4. maj sidst på eftermiddagen for at opbygge tilstrækkeligt damptryk i lokomotivet for at den mange tons tunge togstamme kunne forcere en stejl stigning.

## Angrebet
Omkring kl. 18.30 den 4. maj mens toget stod stille, og mange af flygtningene var steget ud for at få luft, dukkede to britiske P-51 Mustang-jagere op. De var del af en større allieret flystyrke, der havde opgivet en mission over Kattegat på grund af dårligt vejr og nedsat sigtbarhed. Hovedstyrken vendte hjem, men de to jagere observerede det holdende tog og valgte at angribe.
Først blev lokomotivet beskudt fra siden, og store dampskyer væltede op fra kedlen. Herefter rettede flyene ilden mod togvognene og flygtningene, der opholdt sig på skråningerne ved skinnerne. Skudsalverne fra maskingeværerne forårsagede store ødelæggelser og menneskelige tab. Togvognene blev gennemboret af projektiler, og mange mennesker blev dræbt eller hårdt såret, herunder små børn.
I alt blev 32 personer dræbt på stedet, og yderligere seks døde i dagene efter som følge af deres kvæstelser. Blandt de dræbte var både kvinder, mænd og børn – den yngste blot fem måneder gammel. De sårede blev transporteret til sygehuse i Tarm og Ringkøbing samt til det tyske feltlazaret i Horne.
Angrebet fandt sted omkring to timer før det britiske feltmarskal Bernard Law Montgomery annoncerede tysk kapitulation i Danmark, Holland og Nordvesttyskland via BBC kl. 20.35. Hændelsen druknede derfor i den samtidige eufori over befrielsen.

## Forklaringer og undersøgelser
Der findes ingen entydig forklaring på, hvorfor flyene angreb toget. Nogle har hævdet, at flygtningene fejrede nyheden om kapitulationen med lyskugler, som blev misforstået som signaler. Andre kilder nævner, at der var bevæbnede Vlassov-soldater (tidligere sovjetiske krigsfanger i tysk tjeneste) i toget, og at dette kan have givet anledning til forveksling. Ingen af de involverede britiske piloter er kendt for at have kommenteret hændelsen i detaljer.

## Efterspil og mindepladser
De dræbte blev først begravet i Skjern, men overført til flygtningekirkegården i Gedhus i 1966, som blev en af de 34 samlingskirkegårde etableret af Volksbund Deutsche Kriegsgräberfürsorge. I alt ligger 1.333 tyske flygtninge og soldater begravet der. Gravene blev i 2022 fredet til 2082.